# Paul Telge

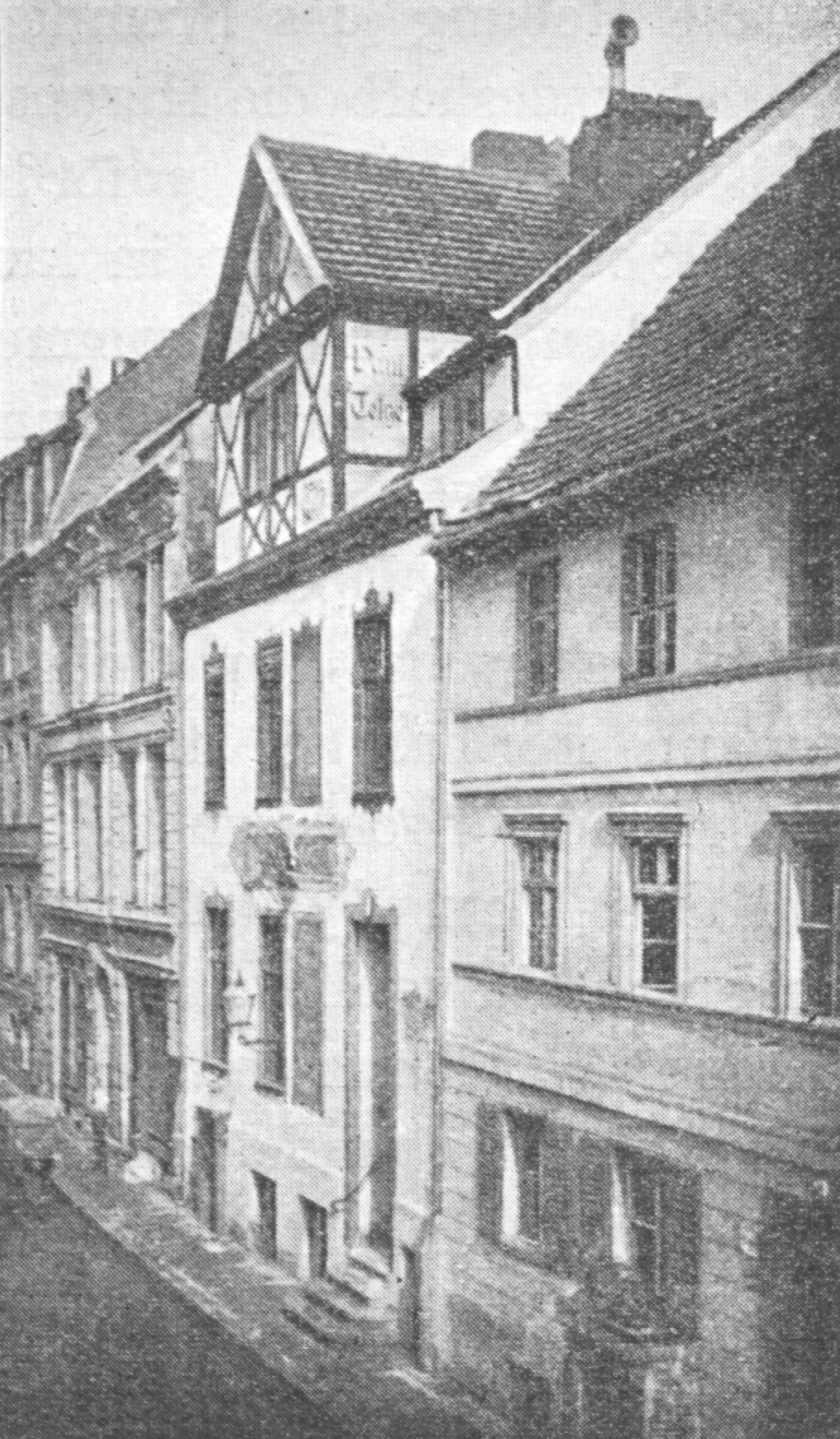
Casa lui Paul Telge de pe Holzgartenstraße 8 din Berlin

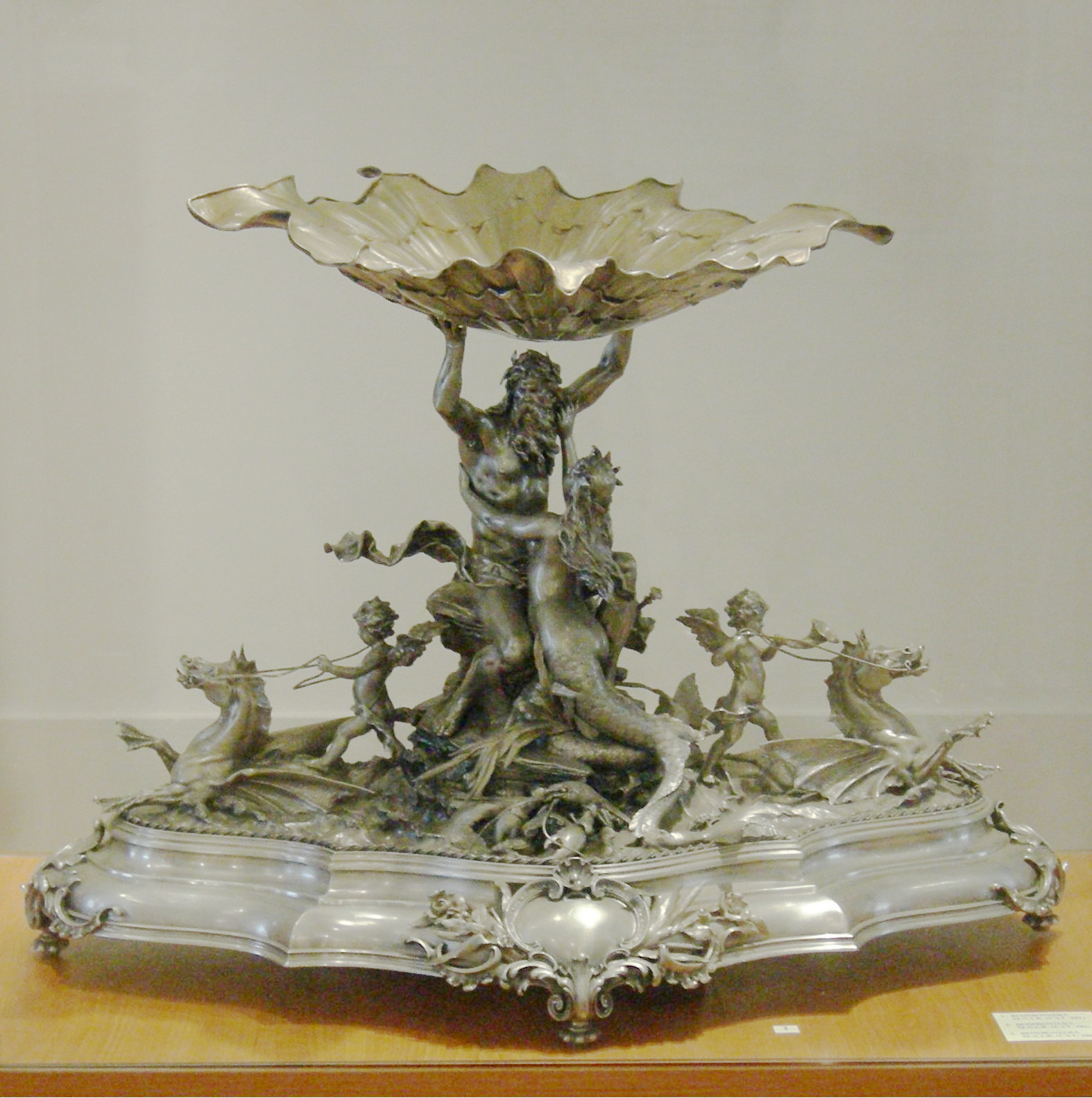
Bomboniera de Paul Telge

Franz Carl Paul Telge (n. 7 august 1846, Berlin - d. 5 iunie 1909 Berlin) a fost un artizan și bijutier german, furnizor al familiei regale din România (regele Carol I și Regina Maria a României).

## Activitatea
A confecționat ordine și medalii și obiecte de aur pentru marea nobilime, dar și reproduceri după obiecte preistorice de aur găsite. Din 1883 a fost membru la „Societății berlineze de antropologie, etnologie și istorie veche” (Berliner Gesellschaft für Anthropologie, Ethnologie und Urgeschichte) iar din 1894 a devenit membru de onoare al „Societății de antropologie și istoriografie din Niederlausitz” (Niederlausitzer Gesellschaft für Anthropologie und Altertumskunde). În plus, a fost și membru al Societății „Brandenburgia” și vicepreședinte al „Asociației profesionale a aurarilor din Berlin” (Berliner Goldschmiede-Innung).
La 21 ianuarie 1877 s-a căsătorit cu Lina Telge.

## Lucrări
Ordine și medalii
- Ordinul național „Steaua României”, Ordinul „Coroana României”, Ordinul „Carol I”
- 1888: Reversul medaliei comemorative a morții împăratului Wilhelm I al Germaniei, aversul fiind realizat de Emil Weigand, 34,67 mm, 19,58 g.[8]
- 1888: Medalia mică de argint în memoria împăratului Wilhelm I al Germaniei, 21 mm, 4,83 g.[9]
- 1890: Medalia comemorativă pentru Victor Emanuel al II-lea al Italiei.[10]
- 1891: Medalia comemorativă „Aniversarea a 25 de ani de domnie a Regelui Carol I și 10 ani de la proclamarea Regatului” (bronz).[11]
- 1891: Medalia de bronz pentru aniversarea a 25 de ani de la înființarea Academiei Române din București.[12]
- 1891: Medalia Ion C. Brătianu.[13]
- 1892: Medalia omagială George Barițiu.[14]
- 1902: Plachetă de fier pentru comemorarea războiului antiotoman. [15]
- 1906: Medalie Jubiliară „40 de ani de domnie - Regele Carol I”.[8][16]
- 1908: Medalia bulgară pentru știință și artă. [17]
- 1909: Medalia comemorativă Indepența Bulgariei 1908.
- Medalia „Bene Merenti”.[18]

Obiecte cizelate din aur
- 1878: „Casetă pentru bijuterii” cu ocazia sărbătoririi vârstei de 40 de ani de către Prințesa Louise a Prusiei[19]
- după 1882: Casetă pentru bijuterii din argint și email, ca dar din partea reginei Regina Elisabeta a României către Jean Lecomte du Noüy[20]
- către 1895: Evantai și Casetă pentru bijuterii pentru Regina Elisabeta a României (Carmen Sylva).[21]
- Bombonieră[22]

Reproduceri după obiecte de aur și argint din tezaure arheologice
- „Tezaurul de la Hiddensee”, 16 piese de podoabă aur [23]
- „Tezaurul de la Vettersfelde”, 18 piese din aur[24]
- Tezaurul de la Pietroasele, 17 piese din aur, în special Inelul de la Pietroasa cu o inscripție în rune[25]
- Piese din aur al populației Chibcha [26]
- Fibulele din Sinsheim (Baden)[27]
- Corn de argint de forma unui cap de bou din Turnu Severin [28]
- Bijuterii de aur din Kumasi, regatul Aschanti, descoperite în 1868[29]
- „Pluta Muisca” din aur de la Guatavita, decoperită în 1856[30]
- Diverse reproduceri după broșe antice [31]

Restaurări de obiecte antice din aur și argint
- Inelul de la Pietroasa[32]
- Unele din piese descoperite de Wilhelm Grempler la Sakrau[33]
- 1887: Cană din argint cu decorațiuni zoomorfe descoperită la Wichulla, la nord-est de Opole [34]

Publicații
- Paul Telge: Prähistorische Goldfunde. In gesetzlich geschützten Nachbildungen. Selbstverlag, Berlin [1885]
- Paul Telge: Der Ring des Frangipani. Augsburger Arbeit des XVI Jahrhundert. Berlin [ca. 1895]